# 동어
둥어(侗語, Dong) 또는 캄어(Kam, sungp Gaeml)는 중국 둥족(Gaeml)이 쓰는 크라다이어족 언어이다. 예로부터 한자로 쓰여왔으나, 이후 한자를 모방한 동자(字佄)로 쓰이기도 하였으며, 1958년 라틴 문자에 기반한 동문(侗文)이 만들어졌으나, 사람 수가 적고 인쇄물이 많지 않아 널리 쓰이지는 않는다.
동어는 남북의 두 방언으로 나뉘며 이를 두 개의 별개 언어로 보기도 한다. 남부 방언의 ISO 639-3코드는 kmc, 글로토코드는 sout2741이며, 화자 수는 백만 명 가량이다. 북부 방언의 ISO 639-3코드는 doc, 글로토코드는 nort2735이며, 화자 수는 50만명 가량이다. 양쪽 방언은 또다시 네 가지의 토어(土語)로 나뉜다. 동어방안 (侗文方案)의 초안 규정은 "귀주성의 용강화(榕江話)의 발음을 표준 발음으로 한다"고 명시하고 있다. 용강화(榕江話)는 용강현(榕江縣) 차강향(車江鄉) 동족촌채(侗族村寨)에서 사용되는 동어의 발음이며, 남부방언의 제1토어이다. 더 구체적으로는 장로촌(章魯村)의 발음을 표준으로 한다.
동어 어휘의 중요한 일부로서는 중국어 차용어가 있다. 고대의 차용어와 중고 한어의 음운은 일정한 대응 관계가 있으며, 현대의 차용어는 일반적으로 현지의 한어방언인 서남 관화, 주로 잠강(岑江) 사투리의 발음에 근접하다.

## 음운 및 문자
동어의 음절은 성모와 운모와 성조 세 요소로 나눌 수 있다.

### 성모
성모는 음절 첫머리의 자음이며, 동어에는 32가지 성모가 있다. 그 중 f, z, c, zh, ch, sh, r의 일곱은 중국어 차용어에서 유래한 것이며 동어 고유어에는 권설음이 없다.
| IPA | 동어 | IPA | 동어 | IPA | 동어 | IPA | 동어 | IPA | 동어 |
| --- | ---- | --- | ---- | --- | ---- | --- | ---- | --- | ---- |
| p   | b    | t   | d    | ʨ   | j    | k   | g    | ʈʂ  | zh   |
| pʰ  | p    | tʰ  | t    | ʨʰ  | q    | kʰ  | k    | ʈʂʰ | ch   |
| m   | m    | n   | n    | ȵ   | ny   | ŋ   | ng   | ʂ   | sh   |
| w   | w    | s   | s    | ɕ   | x    | h   | h    | ɻ   | r    |
| pʲ  | bi   | l   | l    | j   | y    | kʷ  | gu   | f   | f    |
| pʰʲ | pi   | lʲ  | li   |     |      | kʷʰ | ku   | ʦ   | z    |
| mʲ  | mi   |     |      |     |      | ŋʷ  | ngu  | ʦʰ  | c    |

성모의 글자 순서는 다음과 같다: b, p, m, w; d, t, n, s, l; bi, pi, mi, li; gu, ku, ngu; j, q, ny, x, y; g, k, ng, h; f, z, c, zh, ch, sh, r.

### 운모
동어는 64개 운모가 있으며, 그 중 14개는 한어 차용어에서 유래한 것이므로 하단에 표기하지 않았다.
| IPA | 동어 | IPA | 동어 | IPA | 동어 | IPA | 동어 | IPA | 동어 | IPA | 동어 | IPA | 동어 |
| --- | ---- | --- | ---- | --- | ---- | --- | ---- | --- | ---- | --- | ---- | --- | ---- |
| a   | a    |     |      | ə   | e    | e   | ee   | i   | i    | o   | o    | u   | u/uu |
| aj  | ai   |     |      | əj  | ei   |     |      |     |      | oj  | oi   | uj  | ui   |
| aw  | ao   |     |      |     |      | ew  | eeu  | iw  | iu   | ow  | ou   |     |      |
| am  | am   | ɐm  | aem  | əm  | em   | em  | eem  | im  | im   | om  | om   | um  | um   |
| an  | an   | ɐn  | aen  | ən  | en   | en  | een  | in  | in   | on  | on   | un  | un   |
| aŋ  | ang  | ɐŋ  | aeng | əŋ  | eng  | eŋ  | eeng | iŋ  | ing  | oŋ  | ong  | uŋ  | ung  |
| ap  | ab   | ɐp  | ab   | əp  | eb   | ep  | eb   | ip  | ib   | op  | ob   | up  | ub   |
| at  | ad   | ɐt  | ad   | ət  | ad   | et  | ed   | it  | id   | ot  | od   |     |      |
| ak  | ag   | ɐk  | ag   | ək  | eg   | ek  | eg   | ik  | ig   | ok  | og   | uk  | ug   |

구개음화 성모인 bi, pi, mi, li 뒤의 운모 u는 uu로 쓴다.
운모 ab, ad, ag이 단입조(-l, -p, -c)와 이어질 때, 모음의 음가는 [ɐ]이며, 장입조(-s, -t, -x)와 이어질 때는 [a]이다.
운모 eb, ed, eg이 단입조(-l, -p, -c)와 이어질 때, 모음의 음가는 [ə]이며, 장입조(-s, -t, -x)와 이어질 때는 [e]이다.

### 성조
동어는 성조 언어이다. 전통 음운학의 관점으로는 동어는 15개 성조가 있으며 그중 9개는 서성(舒聲), 6개는 입성(入聲)이다. 입성은 파열음 종성을 갖고 있는 음절에서 나타나는 성조이며, 서성은 개음절과 비음 종성을 갖고있는 음절에서 나타난다. 입성조의 음가와 서성의 음가는 대응 관계에 있으므로 관점에 따라 동어가 아홉 개 성조가 있다고 볼 수도 있다. 성조는 어말의 라틴 문자로 표기하며 아홉 가지 부호가 있다.
| 음가           | 음가           | 55                 | 35                 | 舒212/促21     | 323                | 13                 | 31             | 53             | 453            | 33         |
| 동어 성조 부호 | 동어 성조 부호 | -l                 | -p                 | -c             | -s                 | -t                 | -x             | -v             | -k             | -h         |
| 서성           | 명칭           | 전음평(全陰平)     | 차음평(次陰平)     | 양평(陽平)     | 전음상(全陰上)     | 차음상(次陰上)     | 양상(陽上)     | 전음거(全陰去) | 차음거(次陰去) | 양거(陽去) |
| 서성           | 숫자           | 1                  | 1'                 | 2              | 3                  | 3'                 | 4              | 5              | 5'             | 6          |
| 서성           | 예             | bal                | pap                | bac            | bas                | qat                | miax           | bav            | pak            | bah        |
| 서성           | 뜻             | 물고기             | 잿빛               | 써레           | 고모               | 가볍다             | 칼             | 잎             | 부수다         | 겨         |
| 입성           | 명칭           | 전음단입(全陰短入) | 차음단입(次陰短入) | 양단입(陽短入) | 전음단입(全陰長入) | 차음장입(次陰長入) | 양장입(陽長入) |                |                |            |
| 입성           | 숫자           | 7                  | 7'                 | 8              | 9                  | 9'                 | 10             |                |                |            |
| 입성           | 예             | bedl               | sedp               | medc           | bads               | pads               | bagx           |                |                |            |
| 입성           | 뜻             | 오리               | 일곱               | 개미           | 사발               | 피                 | 희다           |                |                |            |

무성 무기 파열음 성모 b, bi, d, j, g, gu은 전음조와 양조의 음절에서만 나타나며, 무성 유기 파열음 p, pi, t, q, k, ku는 차음조의 음절에서만 나타난다.
동어의 현대 중국어 차용어도 동문의 일반 규칙에 따라 적는다.
| 현지 중국어 방언 성조 | 음평     | 양평     | 상성     | 거성                             |
| 동어 차용어 성조      | 양거 (h) | 양평 (c) | 양상 (x) | 전음평 l (무기)，차음평 p (유기) |

## 표의 문자
동어는 한때 방괴동자라 불리는 표의문자를 사용했다. 베트남어의 쯔놈처럼 한자에 기반한 체계이다.

## 방언
- 남부방언, 화자 수 백만 명
  - 제1토어: 귀주 용강(榕江) 차강(車江), 면병(錦屏) 계몽(启蒙), 여평(黎平) 홍주(洪州), 호남(湖南) 통도(通道) 농성(隴城), 광서 용승(龍勝) 평등(平等), 삼강 (三江) 독동(獨峒)
  - 제2토어: 귀주 여평(黎平), 종강(從江) 대부(大部), 용강(榕江) 북부, 광서 삼강현(三江縣) 양구향화리(良口鄉和里)
  - 제3토어: 광서 용수(融水) 채회(寨懷)
  - 제4토어: 광서 용수(融水) 빙동(聘洞)
- 북부방언, 화자 수 50만 명
  - 제1토어: 귀주 천주(天柱) 석동(石洞), 검하현(劍河縣) 소광(小廣), 삼수(三穗) 관장(款場)
  - 제2토어: 귀주 천주(天柱) 주계(柱溪), 호남 신황(新晃) 중채(中寨)
  - 제3토어: 귀주 면병(錦屏) 대동(大同), 호남 정주(靖州) 남니충(濫泥冲)
  - 제4토어: 귀주 진원(鎮遠) 보경(報京)

## 참고 문헌
- 欧亨元: 侗汉词典 (Cic deenx Gaeml Gax); 北京, 民族出版社 2004, ISBN 7-105-06287-8.
- Long, Y., Zheng, G., & Geary, D. N. (1998). The Dong language in Guizhou Province, China. Summer Institute of Linguistics and the University of Texas at Arlington publications in linguistics, publication 126. Dallas, TX: Summer Institute of Linguistics. ISBN 1556710518